# Cape-Pigeon Rocks
Die Cape-Pigeon Rocks sind Zwillingsklippen vor der ostantarktischen Georg-V.-Küste. Sie liegen 5 km südlich des Garnet Point auf der Westseite der Watt Bay.
Teilnehmer der Australasiatischen Antarktisexpedition (1911–1914) unter der Leitung des australischen Polarforschers Douglas Mawson entdeckten und benannten sie. Namensgebend ist eine hier befindliche Brutkolonie von Kapsturmvögeln (englisch cape pigeon). Das Advisory Committee on Antarctic Names fügte 1952 einen Trennstrich in die Benennung ein, um eine Verwechslung zwischen der eigentlichen Natur des geografischen Objekts und einem Kap zu vermeiden.